# Осада Берген-оп-Зома (1622)
Осада Берген-оп-Зома — осада голландского города Берген-оп-Зом испанскими войскам во главе с Амброзио Спинолой с 18 июля по 2 октября 1622 года в рамках Восьмидесятилетней войны.

## Предыстория
В 1588 году Берген-оп-Зом уже осаждался испанцами под командованием Алессандро Фарнезе, герцога Пармы. Однако благодаря своевременному вмешательству Морица Оранского Фарнезе был вынужден отступить. В 1600 году испанский генерал Амброзио Спинола во главе армии вступил в Голландию и после длительной осады он сумел захватить город Остенде.

## Осада
Когда Спинола в 1621 году получил неожиданную поддержку от католических жителей Брабанта, он решил занять Берген-оп-Зом. Среди жителей города существовали разногласия. Большинство протестантов остались верны Морицу Оранскому, однако многие католики пожелали присоединиться к испанцам. Когда Спинола фактически начал осаду города 18 июля, католики открыли ворота навстречу испанцам, однако сдача города не состоялась: протестанты снова закрыли ворота. Спинола решил устроить демонстрацию силы и послал отряд под командованием Хендрика ван ден Берга в направлении Клеве, а своего адъютанта Луиса де Веласко с отрядом на север. Однако эти действия не возымели эффекта.
Город продолжал получать поддержку с моря. Голландцы послали к городу эскадру кораблей, начавших обстрел лагеря испанцев. 2 октября на помощь городу прибыла армия Морица Оранского и графа Петера Эрнста фон Мансфельда. Спинола не решился вступать в сражение с голландцами и после нескольких стычек дал приказ отступать.
Осада продолжалась 86 дней. Из 20-тысячного войска Спинола потерял в ходе осады около 5 тысяч солдат, ещё 2500 солдат дезертировали.